# Ілама (дерево)
Ілама (Annona nodiversifolia) — невисоке плодове дерево до 7 м у висоту, представник роду аннона, належить до родини аннонові. Його батьківщина — тихоокеанське узбережжя Південно-Західної Мексики.
Рослина відрізняється широко розпростертими гілками і зморщеним, довгасто-еліптичним листям, завдовжки до 15 см. Молоде листя червонуватого або мідного відтінку, пізніше стає зеленим. Квітки довгі, одиночні, бордові, з дрібними опушеними чашолистками. Плід має серцеподібну або округлу довгасту форму, важить близько 1 кг. Його довжина становить до 14-16 см. Шкірка тверда, темно-зелене або пурпурова з сірим нальотом, всіяна трикутними зубцями. Деякі плоди можуть бути гладкими. М'якуш біла або рожева, волокниста, солодка, містить м'яке, овальне коричневе насіння. В одному плоді їх налічується до 80 штук.
Врожайність ілами середня. В рік з одного дерева можна отримати до 10 штук плодів. В окремі роки деякі екземпляри приносили до 100 штук за сезон. Плодоношення настає в червні, триває близько 14 днів.
У дикому вигляді зустрічається в Мексиці. Там же рослина культивується на присадибних ділянках.

## Застосування
Плоди вживаються у свіжому вигляді, а також використовуються в кулінарії для приготування різноманітних страв, напоїв, коктейлів. Для посилення смаку в м'якуш додають цукор, лимонний сік або вершки.
Фрукт ілама відомий своїми корисними властивостями. У ньому міститься велика кількість вітаміну С, вітамінів групи В, мінеральних речовин. Його вживають для профілактики і лікування атеросклерозу, підтримки нормального рівня холестерину в організмі, при діабеті, анемії, порушення роботи травного тракту, цирозі печінки.